# Sender Schwabach

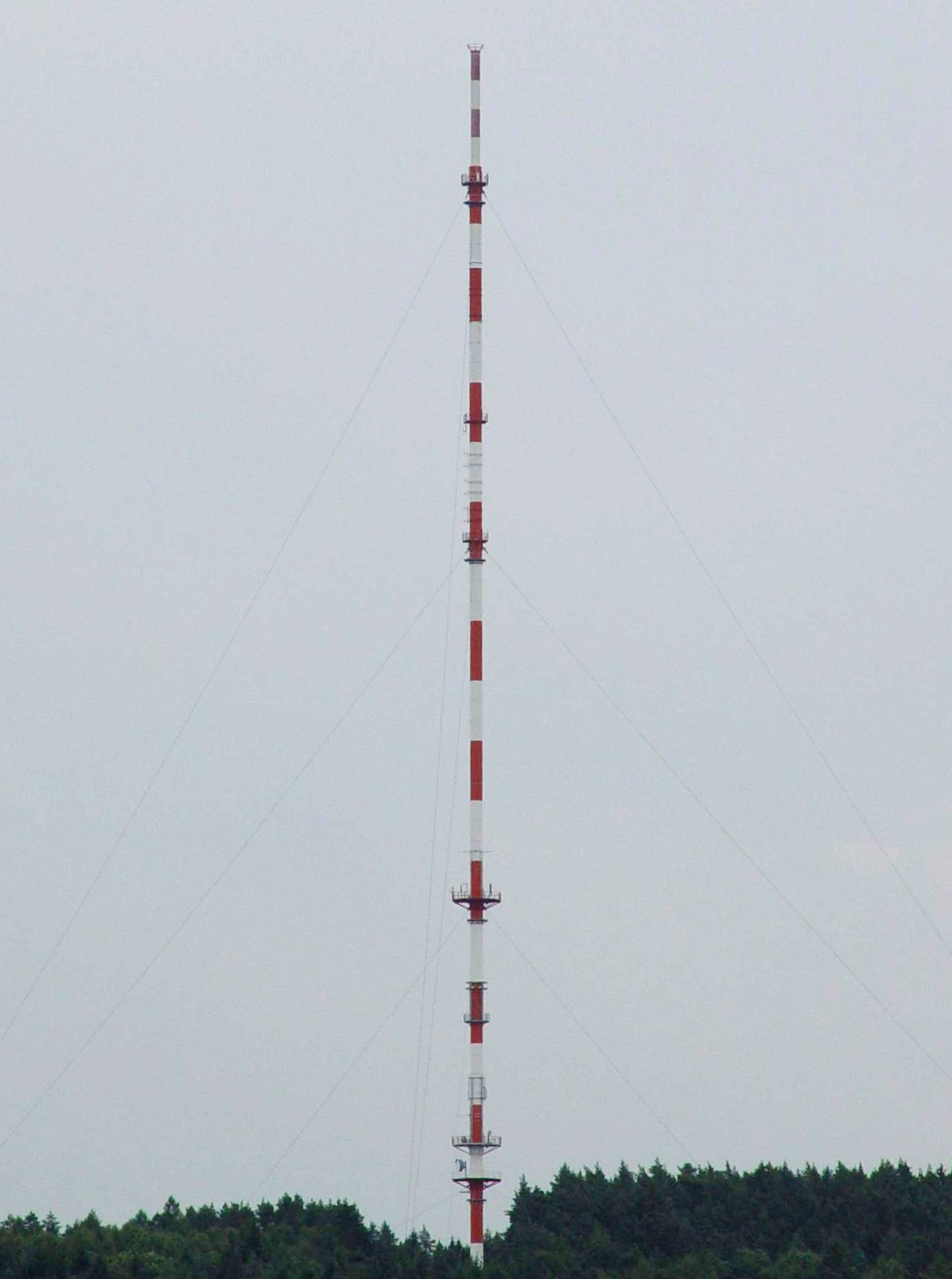
Sendemast im Jahre 2004 noch mit dem GfK-Zylinder

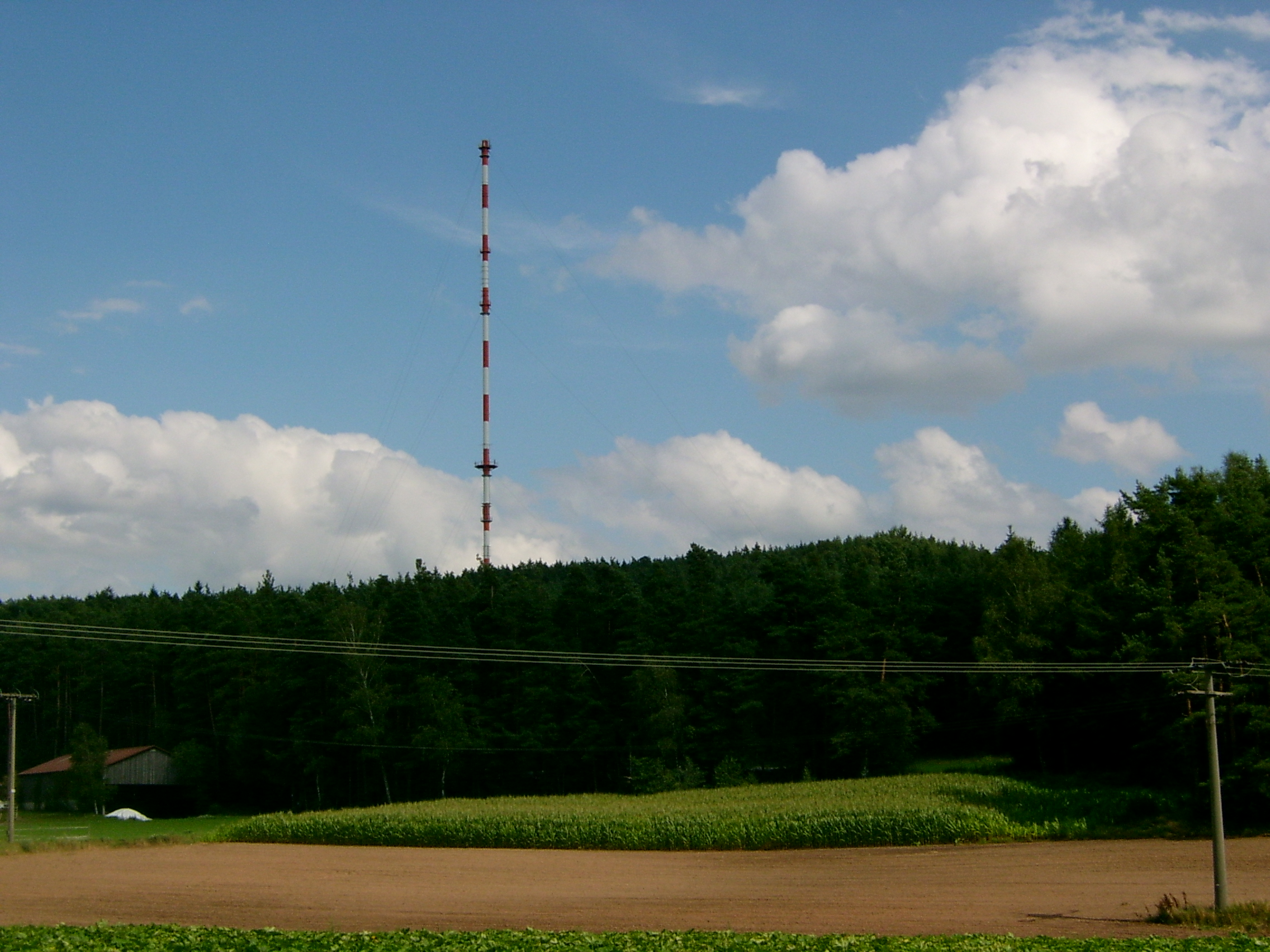
Sendemast im Jahr 2007

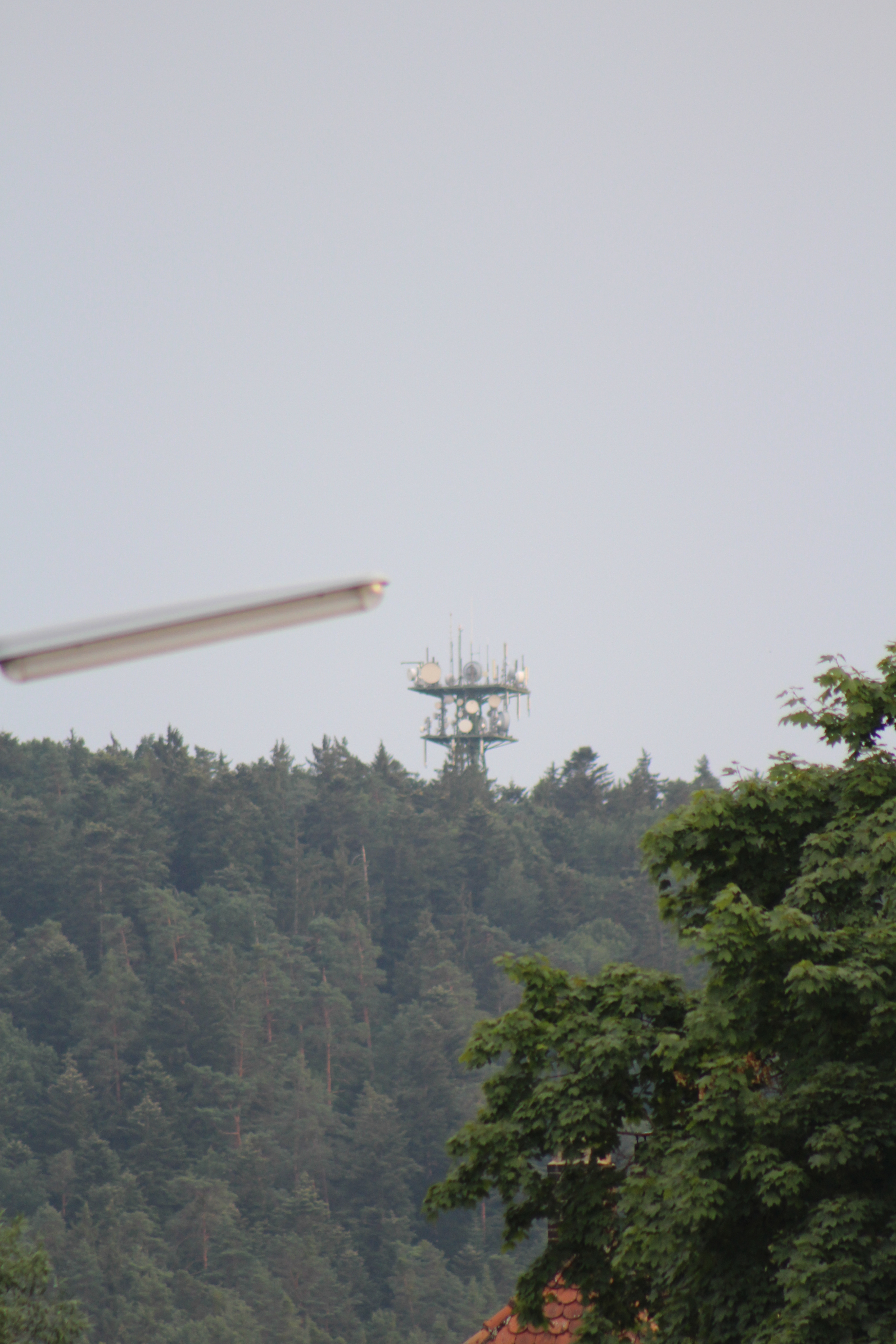
Der zweite Turm

Der Sender Schwabach, auch Sender Heidenberg genannt, ist eine Sendeeinrichtung der Deutschen Telekom AG zur Verbreitung von UKW-Hörfunkprogrammen, Mobilfunk und Richtfunk auf dem Heidenberg, einem ca. 462 Meter hohen Berg, der sich im Staatswald östlich des Kammersteiner Ortsteils Neppersreuth befindet.
Der Sender verwendet als Antennenträger einen 200 Meter hohen abgespannten Stahlrohrmast, der 1963 errichtet wurde. Sein Fundament befindet sich 457 Meter über dem Meeresspiegel. Auf 94 Meter Höhe befindet sich die UKW-Sendeantenne für Star FM.
Das analoge Fernsehprogramm ZDF auf Kanal 34 (360 kW) und des Bayerischen Fernsehens auf Kanal 59 (294 kW) wurde am 30. Mai 2005 zugunsten der DVB-T-Ausstrahlung abgeschaltet. Die Sender für das digitale Fernsehen (DVB-T) befinden sind auf dem Fernmeldeturm Nürnberg und auf dem Sender Dillberg.
Mit der Abschaltung der beiden analogen Sender endete die Nutzung als Fernsehsender. Dadurch wurde der GfK-Zylinder per Hubschrauber demontiert und die Gesamthöhe von 219,6 Meter verringerte sich auf nun 200,2 Meter.
In der Nähe des Sendemastes befindet sich auch ein Fernmeldeturm in Stahlfachwerkbauweise.

## Frequenzen und Programme

### Analoges Radio (UKW)
Beim Antennendiagramm sind im Falle gerichteter Strahlung die Hauptstrahlrichtungen in Grad angegeben.
| Frequenz (MHz) | Programm | RDS PS   | RDS PI | Regionalisierung | ERP (kW) | Antennendiagramm rund (ND)/gerichtet (D) | Polarisation horizontal (H)/vertikal (V) |
| -------------- | -------- | -------- | ------ | ---------------- | -------- | ---------------------------------------- | ---------------------------------------- |
| 107,8          | Star FM  | STAR_FM_ | DE1F   | -                | 0,32     | D (0°-60°, 90°-140°)                     | H                                        |